# کره بادام زمینی
کرهٔ بادام زمینی یک فراوردهٔ غذایی است که از بادام زمینی تهیه می‌شود. این ماده معمولاً حاوی موادی افزودنی مانند نمک، شیرین‌کننده‌ها یا امولسیفایرها است که طعم یا بافت را تغییر می‌دهند. کرهٔ بادام زمینی در بسیاری از کشورها مصرف می‌شود و رایج‌ترین نوع کرهٔ آجیل است که شامل کرهٔ بادام هندی و کرهٔ بادام نیز می‌شود.
کرهٔ بادام زمینی یک مادهٔ غذایی سرشار از مواد مغذی است که حاوی مقادیر زیادی پروتئین، چندین ویتامین و مواد معدنی غذایی است. معمولاً به‌عنوان یک لایه روی نان، نان تست یا کراکر سرو می‌شود و برای تهیهٔ ساندویچ (به‌ویژه ساندویچ مربا و کرهٔ بادام زمینی) استفاده می‌شود. همچنین در تعدادی از غذاهای صبحانه و دسرها مانند گرانولا، اسموتی‌ها، کرپ‌ها، کوکی‌ها، براونی‌ها یا کروسان‌ها استفاده می‌شود.

## تاریخچه
بادام زمینی بومی نواحی گرمسیری قارهٔ آمریکا است که هزاران سال پیش توسط آزتک‌ها و اینکاها برای تهیهٔ ماده‌ای خمیری لِه می‌شده است.

## انواع
کرهٔ بادام زمینی در دو نوع تولید می‌شود. نوع نخست نرم است و تنها شامل کره است اما در نوع دوم تکه‌های خرد شدهٔ بادام زمینی نیز به کره اضافه می‌گردد. اغلب کرهٔ بادام زمینی را به صورت شیرین مصرف می‌کنند، برای این منظور می‌توان شیرین‌کننده‌هایی ازجمله شکر یا عسل را نیز به آن اضافه کرد.

کرهٔ بادام زمینی دارای تکه‌های خرد شده

## سودمندی
بادام زمینی و کرهٔ آن، منبع خوب و با صرفه‌ای از پروتئین هستند و بیشتر ویتامین‌ها و املاحی را که به سختی به‌دست می‌آیند، تأمین می‌کنند که این ویتامین‌ها و املاح شامل اسید فولیک، ویتامین ئی، مس، سلنیم، منیزیم، روی و همچنین رنگدانه‌های گیاهی و فیبر خوراکی است.
چربی‌های موجود در کرهٔ بادام زمینی از نوع چربیهای خوب هستند و به همین دلیل این کره برای کسانی که مستعد بیماری‌های قلبی هستند سودمند است. تحقیقات نشان داده است که مصرف حداقل ۴ بار بادام زمینی در هفته تا ۳۷ درصد از خطر بیماری‌های قلبی می‌کاهد.
فیتواسترول موجود در بادام زمینی و کرهٔ بادام زمینی نیز می‌تواند رشد سلول‌های سرطان پستان، رودهٔ بزرگ و پروستات را کند کرده و حتی از بروز سرطان ریه در افراد مستعد بکاهد. بادام زمینی حاوی نوعی آنتی‌اکسیدان به نام رسوراترول نیز هست که می‌تواند به نوعی ترکیب ضدسرطان به نام پیساتانول تغییر شکل یابد. این تغییر به کمک نوعی آنزیم که در تومورهای سرطانی یافت می‌شود، ایجاد می‌شود و به این ترتیب مانع رشد تومورها خواهد شد.
- ضد دیابت: فیبر و منیزیم موجود در کرهٔ بادام زمینی ازجمله عواملی هستند که باعث خاصیت ضد دیابتی این ماده می‌گردد.
- جلوگیری از سنگ کیسهٔ صفرا: مصرف مرتب کرهٔ بادام زمینی می‌تواند احتمال ابتلا به سنگ صفرا را در مردان و احتمال برداشتن کیسهٔ صفرا را در زنان کاهش دهد. دلیل این خاصیت بادام زمینی نیز وجود فیبرهای غذایی، فیتواسترول و منیزیم است.

## هشدارها
باوجود سودمندی‌های فراوان، باید توجه داشت که بادام زمینی ازجمله مواد حساسیت‌زا (آلرژی‌زا) است. حساسیت به بادام‌زمینی می‌تواند شدید باشد، طوری‌که مصرف مقدار کمی از آن می‌تواند به شوک آنافیلاکسی منجر شود. این اثر بالقوه منجر به ممنوعیت کرهٔ بادام زمینی در برخی مدارس شده است. افراد مبتلا به آلرژی باید از مصرف هرگونه غذای حاوی بادام زمینی خودداری کنند، حتی خوردن کرهٔ بادام زمینی هم به‌دلیل داشتن ذرات پروتئین درست نیست. در دو سال اول زندگی نیز نباید از بادام زمینی و فراورده‌های آن برای تأمین انرژی کودک استفاده کرد، ولی بعد از آن در صورت نداشتن حساسیت، می‌توان آن را در برنامهٔ غذایی گنجاند.
از سوی دیگر، گاهی پزشک به افرادی که مستعد ابتلا به سنگ کلیه و مثانه هستند، توصیه می‌کند از خوردن مواد غذایی حاوی اگزالات‌ها از جمله بادام زمینی و کرهٔ آن خودداری کنند، زیرا این ترکیبات احتمال بروز این سنگ‌ها را بالا می‌برند.

## جدول انرژی
| مواد مغذی          | ۳۰ میلی‌لیتر (۲قاشق غذاخوری) |
| ------------------ | --------------------------- |
| انرژی              | ۱۹۲ کالری                   |
| پروتئین            | ۲٫۸ گرم                     |
| چربی               | ۵گرم                        |
| چربی غیراشباع مونو | ۹٫۷ گرم                     |
| چربی غیراشباع پلی  | ۵٫۴ گرم                     |
| چربی اشباع         | ۳٫۳ گرم                     |
| کلسترول            | ۰ گرم                       |
| کربوهیدرات         | ۲٫۶ گرم                     |
| فیبر               | ۸٫۱ گرم                     |
| سدیم               | ۱۵۱ میلی‌گرم                 |
| پتاسیم             | ۲۱۷ میلی‌گرم                 |
| فسفر               | ۱۱۹ میلی‌گرم                 |
| منیزیم             | ۵۱ میلی‌گرم                  |
| روی                | ۹٫۰ میلی‌گرم                 |
| آهن                | ۴٫۰ میلی‌گرم                 |
| اسید فولیک         | ۲۴ میکروگرم                 |
| ویتامین B1         | ۳٫۰ میلی‌گرم                 |
| ویتامین B6         | ۱۵ میلی‌گرم                  |
| نیاسین             | ۷٫۵ معادل نیاسین (NE)       |